# Antonio Belglava
Antonio Belglava (o Antun Belglava) (Zara, 16 aprile 1730 – Traù, 20 febbraio 1790) è stato un vescovo cattolico italiano.
È principalmente conosciuto per il suo lavoro di correzione dei libri liturgici glagolitici.

## Biografia
Antonio Belglava nacque a Zara in una nobile famiglia. Divenne chierico nel 1750 e studiò filosofia presso i domenicani nella città natale. Successivamente, si trasferì all'Università di Padova, dove acquisì una solida preparazione teologica. Fu ordinato sacerdote il 7 aprile 1753. Tornato a Zara, svolse il ruolo di cancelliere dell'arcivescovo Matteo Caraman. Durante il suo ministero come sacerdote a Zara, si distinse per il suo contributo alla liturgia glagolitica, dedicandosi alla correzione dei libri liturgici in lingua slava.
Successivamente, fu nominato canonico del capitolo di Nona e protonotario apostolico da papa Benedetto XIV. Nel 1767 papa Clemente XIII lo nominò canonico della cattedrale di Zara, dove fu impiegato in vari servizi capitolari di grande importanza.
Nel 1778 papa Pio VI lo nominò vescovo di Zante e Cefalonia, ma egli rifiutò l'incarico rispettosamente. Per premiarlo della sua umiltà, lo stesso pontefice nel 1781 lo nominò vescovo di Curzola. Ricevette la consacrazione episcopale il 30 settembre 1781 nella basilica di San Pietro di Castello per mano del patriarca Federico Maria Giovanelli, con co-consacranti Giovanni Maria Antonio dall'Ostia, vescovo di Arbe, e Stefano Domenico Sceriman, vescovo di Caorle. Nel 1787 divenne vescovo di Traù. Qui morì il 20 febbraio 1790 e, a causa del suo impegno ministeriale, non riuscì a completare il suo lavoro di revisione dei libri liturgici glagolitici.

## Genealogia episcopale
La genealogia episcopale è:
- Cardinale Scipione Rebiba
- Cardinale Giulio Antonio Santori
- Cardinale Girolamo Bernerio, O.P.
- Arcivescovo Galeazzo Sanvitale
- Cardinale Ludovico Ludovisi
- Cardinale Luigi Caetani
- Cardinale Ulderico Carpegna
- Cardinale Paluzzo Paluzzi Altieri degli Albertoni
- Papa Benedetto XIII
- Papa Benedetto XIV
- Papa Clemente XIII
- Cardinale Giovanni Francesco Albani
- Cardinale Carlo Rezzonico
- Patriarca Federico Maria Giovanelli
- Vescovo Antonio Belglava